# Mikheil Javakhishvili
Mikheil Javakhishvili (georgisk მიხეილ ჯავახიშვილი) (født 8. november 1880, død 30. september 1937) var en fremtrædende georgisk forfatter.
Mikheil Javakhishvili var forfatter til flere georgiske romaner ("Kvachi Kvachantiradze", "Arsena Marabdeli", "Givi Shaduri", etc.).